# Pável Stolbov
Pável Stolbov (30 de agosto de 1929 - 15 de junio de 2011) fue un gimnasta y campeón Olímpico que compitió para la Unión Soviética.

## Juegos Olímpicos
Stolbov compitió en los Juegos Olímpicos de Melbourne 1956 en Melbourne donde recibió una medalla de oro.

## Campeonatos mundiales
Stolbov recibió una medalla de plata y una de bronce en el Campeonato Mundial de Gimnasia de 1958 en Moscú.